# Partido Alemão
O Partido Alemão (em alemão: Deutsche Partei, DP) foi um partido nacionalista e conservador nos primeiros tempos da Alemanha Ocidental.
Fundado em 1945 como o Partido Nacional da Baixa Saxónia, o partido adoptou a sua designação histórica em 1947. O DP era um partido claramente de Direita, defendendo os valores cristãos, sendo bastante crítico do socialismo e defensor da economia privada, procurando também representar os interesses daqueles que tinham servido na Wehrmacht e nas SS. 
O partido foi, por norma, um partido de governo em coligação com a União Democrata-Cristã até entrar em declínio no início da década de 1960. 
Nas eleições de 1961, o DP concorreu aliado com o Bloco dos Refugiados e Expatriados, com resultados desastrosos. Muitos dos seus antigos membros tiveram na base da fundação do Partido Nacional Democrático da Alemanha, o maior partido de extrema-direita na Alemanha após a Segunda Guerra Mundial.

## Resultados eleitorais

### Eleições legislativas
| Data | M. Uninominal            | M. Uninominal            | M. Uninominal            | M. Uninominal            | M. Proporcional          | M. Proporcional          | M. Proporcional          | M. Proporcional          | Deputados | +/- | Status            |
| Data | CI.                      | Votos                    | %                        | +/-                      | CI.                      | Votos                    | %                        | +/-                      | Deputados | +/- | Status            |
| ---- | ------------------------ | ------------------------ | ------------------------ | ------------------------ | ------------------------ | ------------------------ | ------------------------ | ------------------------ | --------- | --- | ----------------- |
| 1949 |                          |                          |                          |                          | 6.º                      | 939 934                  | 4,0 / 100,0              |                          | 17 / 402  |     | Governo           |
| 1953 | 6.º                      | 1 073 031                | 3,9 / 100,0              |                          | 6.º                      | 896 128                  | 3,3 / 100,0              | 0,7                      | 15 / 509  | 2   | Governo           |
| 1957 | 6.º                      | 1 062 293                | 3,5 / 100,0              | 0,4                      | 6.º                      | 1 007 282                | 3,4 / 100,0              | 0,1                      | 17 / 519  | 2   | Governo           |
| 1961 | Partido de Toda Alemanha | Partido de Toda Alemanha | Partido de Toda Alemanha | Partido de Toda Alemanha | Partido de Toda Alemanha | Partido de Toda Alemanha | Partido de Toda Alemanha | Partido de Toda Alemanha | 0 / 521   | 17  | Extra-parlamentar |